# Путинская Россия

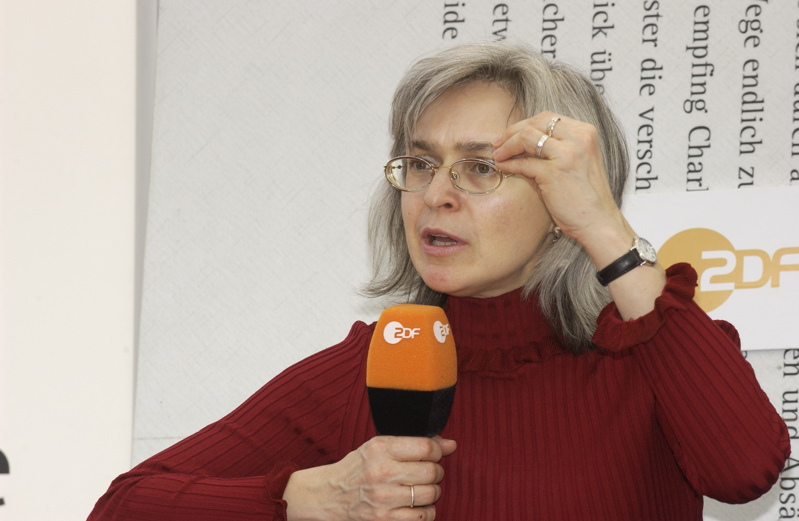
Анна Политковская в 2005 году, за год до её убийства

«Пу́тинская Росси́я» (англ. Putin's Russia) — книга российской журналистки Анны Политковской о жизни в России при президенте Владимире Путине. Впервые была издана в Великобритании в 2004 году, позже была переведена на разные языки и переиздана, в частности, в Германии, Франции, Италии, Испании, США и Японии. Полный текст книги «Путинская Россия» был опубликован на сайте «Новой газеты».

## Описание
Политковская утверждает, что в России  есть признаки полицейского или мафиозного государства под руководством Владимира Путина. Анна Политковская описывает армию как место, где призывников пытают и отдают в рабство. Журналистка также описывает судей, которых смещают со своих должностей или жестоко избивают на улице за невыполнение указаний «сверху» отпустить преступников. Она описывает определённые районы в России, в которых доминируют компании или олигархи, напоминающие жестоких мафиозных боссов, которым помогают бывшие военные и сотрудники спецслужб.
Политковская осуждает похищения, убийства, изнасилования и пытки людей в Чечне российскими военными, примером которых является Юрий Буданов. Она упоминает о ветхом состоянии и минимальном финансировании Тихоокеанского флота ВМФ России и ядерного арсенала во Владивостоке. Политковская описывает настойчивость известного Федерального медицинского исследовательского центрапсихиатрии и наркологии имени В. П. Сербского и доктора Тамары Печерниковой, которая была известна тем, что пытала советских диссидентов в 1960-х и 1970-х годах в «психушках». Журналистка рассказывает историю Павла Федулева, мелкого уголовника, ставшего «ведущим промышленником и депутатом законодательного собрания», в качестве прототипа «нового русского».
Политковская обвиняет президента России Владимира Путина и ФСБ в подавлении всех гражданских свобод и поощрении коррупции для дальнейшего установления авторитарного режима, но в заключении пишет, что «это мы ответственны за политику Путина»:
Общество проявило безграничную апатию... Поскольку чекисты укрепились у власти, мы позволили им увидеть наш страх и тем самым только усилили их стремление обращаться с нами как со скотом. КГБ уважает только сильных. Слабых он пожирает. Мы, как никто другой, должны это знать.

## Оценки
Ангус Маккуин из The Guardian написал в своём обзоре на книгу следующее: «Возможно, самым тревожным аспектом этого сборника является то, что он похож на книгу советского диссидента. В её произведениях есть немного отчаянный напор человека, который боится, что его никто не слушает, что её собственный народ сдался и что внешний мир не хочет слышать или, что ещё хуже, ему безразлично».